# Hylaeus lactipennis
Hylaeus lactipennis is een vliesvleugelig insect uit de familie Colletidae. De wetenschappelijke naam van de soort is voor het eerst geldig gepubliceerd in 1957 door Benoist.